# Nihil aliud est ebrietas quam voluntaria insania
Nihil aliud est ebrietas quam voluntaria insania (лат. изговор: нихил алиуд ест ебријетас квам волунтарија инсанија). Пијанство није ништа друго до драговољно безумље. (Сенека)

## Поријекло изреке
Ову изреку је изрекао почетком нове ере познати римски књижевник и филозоф Сенека.

## Тумачење
Опијати се, није ништа друго до хтјети побјећи од сјећања на свакодневицу, али у безумље. Сенека каже да је пијанство добровољно безумље.